# Erol Gürmen
Erol Gürmen ist ein ehemaliger türkischer Fußballspieler.
Gürmen spielte in der Saison 1963/64 für Galatasaray Istanbul. Sein Debüt für die Gelb-Roten erfolgte am 12. April 1964 im Heimspiel gegen Gençlerbirliği Ankara. Sein letztes Spiel war am 24. Mai 1964 im Stadtderby gegen Fenerbahçe Istanbul.